# クリスチャン・ヤルヴィ

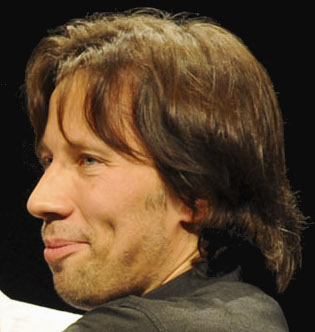
ヤルヴィ（2008年撮影）

クリスチャン・ヤルヴィ（エストニア語: Kristjan Järvi, 1972年6月13日 タリン - ）は、エストニア出身のアメリカ人指揮者。同じく指揮者であるネーメ・ヤルヴィの末子である。指揮者である兄パーヴォも、フルート奏者である姉マーリカも熟練の音楽家である。

## 略歴
7歳のとき家族に連れられ渡米する。ニューヨークに育ち、マンハッタン音楽学校でニーナ・スヴェトラーノヴァにピアノを学ぶ。その後はミシガン大学でケネス・キースラーに指揮法を師事。1998年から2000年までロサンジェルス・フィルハーモニー管弦楽団のエサ＝ペッカ・サロネンの助手を務めた。
ニューヨークを拠点とする音楽団体「アブゾリュート・アンサンブル」を結成し、2007年にドイツ銀行より賞金を授与された。
2000年から2004年まで、ウメオ・ノールランド歌劇場交響楽団の首席指揮者と音楽監督に就任した。2004年から2009年までウィーン・トーンキュンストラー管弦楽団の首席指揮者、2012年から2018年までMDR交響楽団首席指揮者を務める。その上、バーゼル室内管弦楽団より芸術顧問に迎えられている。また、ロンドン交響楽団やライプツィヒ・ゲヴァントハウス管弦楽団、シュターツカペレ・ドレスデン、ロイヤル・リヴァプール・フィルハーモニー管弦楽団、ケルン放送交響楽団、ベルリン放送交響楽団などの主要なオーケストラに客演している。
古典派やロマン派だけでなく、現代音楽の専門家としても知られており、アルヴォ・ペルトやエルッキ＝スヴェン・トゥール、ペーテル・ヴァーイやエセキエル・ビニャオに作品を依嘱してきた。これまでにグラミー賞にノミネートされたほか、ドイツ・レコード批評家賞を、またスウェーデン・グラミー賞を受賞している。
ヴァイオリニストのリーラ・ジョセフォウィッツと結婚し、1男を儲けたが、後に離婚し、息子はニューヨークのジョセフォウィッツが引き取った。現在はフルート奏者のヘイリー・メリッタと再婚して、1男を儲け、現在はウィーンとフロリダで生活している。

## 註
1. ↑  Anthony Tommasini (2000年10月27日). “Putting Music Back Together Again”. New York Times 2008年4月22日閲覧。
2. ↑  Tanja Dorn. “IMG Artists Profile: Kristjan Järvi”.   IMG Artists. 2008年4月23日閲覧。
3. ↑  Ben Mattison (2005年12月20日). “Kristjan Järvi Extends Contract With Austria's Tonkünstler Orchestra”. Playbill Arts 2008年4月22日閲覧。
4. ↑  世界の名門オーケストラ 2020, p. 110 MDR交響楽団.
5. ↑  Mary Ellyn Hutton, "Meet another Järvi".  Cincinnati Post, 10 July 2007.